# Chelmonops
Chelmonops is een geslacht van straalvinnige vissen uit de familie van koraalvlinders (Chaetodontidae).

## Soorten
De volgende soorten zijn bij het geslacht ingedeeld:
- Chelmonops curiosus (Kuiter, 1986)
- Chelmonops truncatus (Kner, 1859)